# Пирогов, Андрей Юрьевич
Андре́й Ю́рьевич Пирого́в (9 февраля 1970) — советский и российский футболист, защитник.

## Карьера
Начинал профессиональную карьеру в 1988 году в клубе «Цемент» Новороссийск. Провёл в команде 7 сезонов, отыграл 203 матча и забил 5 мячей в первенствах СССР и России. Также сыграл 5 встреч в Кубке СССР и 5 в Кубке России, в том числе принял участие в матче 1/4 финала с командой высшей лиги «Спартак» Владикавказ. В сезоне-1994 стал вместе с командой победителем Первой лиги России. С 1995 по 1997 год выступал за «Кубань»: в 83 встречах первенства отметился 10 голами, провёл 2 матча в Кубке и также принял участие в одном поединке «Кубани-д» в третьей лиге. Сезон-1998 провёл в тульском «Арсенале», сыграл 24 матча. В 2001 году выступал за костромской «Спартак», в 17 встречах забил 1 мяч.

## Достижения
- Победитель Первой лиги России: 1994